# تاميشا جاكسون
تاميشا جاكسون (بالإنجليزية: Tamicha Jackson)‏ مواليد 22 أبريل 1978 في دالاس، هي لاعبة كرة سلة أمريكية سابقة. بدأت مسيرتها الاحترافية في سنة 2000. تم اختيارها من قبل فريق ديترويت شوك خلال الدرافت. وحملت الرقم 35. يبلغ طولها 5 قدم 6 بوصة (1.7 م). اعتزلت اللعب في 2006.

## المسيرة الاحترافية
لعبت مع ديترويت شوك في سنة 2000، ثم لعبت مع فينيكس ميركوري في سنة 2003، ثم لعبت مع واشنطن ميستيكس في موسم 2004–2005، ثم لعبت مع فينيكس ميركوري في سنة 2006.

## روابط خارجية
- تاميشا جاكسون على موقع الاتحاد الدولي لكرة السلة (الإنجليزية)
- تاميشا جاكسون على موقع الاتحاد الوطني لكرة السلة النسائية (الإنجليزية)
- تاميشا جاكسون على موقع كرة السلة الأوروبية.كوم (الإنجليزية)
- تاميشا جاكسون على موقع كلية كرة السلة في سبورتس رفرنس.كوم (الإنجليزية)
- تاميشا جاكسون على موقع بروبوليرز (الإنجليزية)
- تاميشا جاكسون على موقع سبورتس رفرنس (الإنجليزية)